# 黑爾鎮區 (阿肯色州加蘭縣)
黑爾鎮區（英語：Hale Township）是位於美國阿肯色州加蘭縣的一個行政鎮區。

## 地方資料
黑爾鎮區的面積為1111.05平方千米，當中陸地面積為995.56平方千米，而水域面積為115.49平方千米。根據2010年美國人口普查的數據，當地共有人口16412人，而人口密度為每平方千米14.77人。